# Плавинище
Плави́нище — село в Україні, у Сумській області, Роменському районі. Населення становить 1139 осіб. Входить до складу Роменської міської громади. До 2020 орган місцевого самоврядування — Плавинищенська сільська рада.

## Назва
Назва села походить від слова «плавні» тому, що село розташоване в низині та оточене заплавними луками, які весною заливаються водою. Раніше під час весняної повені до м. Ромни добратися можна було тільки на човні. Нині значна частина боліт осушена і перетворена на пасовиська і сіножаті.

## Географія
Село Плавинище знаходиться на правому березі річки Сула, вище за течією на відстані 1,5 км розташоване село Загребелля, нижче за течією на відстані 2 км розташоване місто Ромни, на протилежному березі — село Герасимівка. Поруч проходить автомобільна дорога Т 1907.
На південно-східній околиці села річка Борозенка впадає у річку Сулу.

## Історія

### Стародавні часи
Територія нашого краю заселена з дуже далеких часів. У VII ст. до н. е. з глибин Азії в Північне Причорномор'я вторглися багатолюдні племена скіфів і жили тут 400 років. Пізніше скіфи розселилися і на території нашого краю. Це були кочівники — скотарі, а в нас жили скіфи — землероби. Біля с. Басівка була столиця скіфів Посулля.
Скіфи залишили про себе згадку — скіфські могили, які височать на правому березі р. Сули (Оксютенці, Вовківці).
При розкопках цих могил вчені виявили прикраси із золота і срібла (грецького походження) бронзові наконечники стріл тощо. Скіфів — орачів вчені вважають праслав'янами. Археологічні розкопки слов'янських городищ, розташованих в басейнах річок Сули і Роменки свідчать що у VIII—X ст. тут жили ранньослов'янські племена сіверян. В середині 1 тисячоліття н. е. утворилась держава «Русь» з містом Київ Київська Русь, до якої ввійшли і землі нашого краю.
Річка Сула стала ніби кордоном між Київською Русею і Диким полем, де жили войовничі кочівники — печеніги, а пізніше половці. Посулля було головною і передовою лінією, на якій відбувалися тривалі сутички захисників земель Київської русі з печенігами, а пізніше з половцями. Не дарма ж у літописах за два сторіччя 24 рази згадується річка Сула, на берегах якої билися слов'яни з печенігами і половцями, захищаючи свою землю.
В 1113 р. київський князь Володимир Мономах поспішив назустріч половцям. Шлях його лежав «ко Ромну». Почувши про це половці втекли. А в 1185 році половецький хан Кончак після перемоги над князем Ігорем « зніс Сулу» і половці « по Сулі поділили міста». Про це розповідає « Слово о полку Ігоревім». Можливо, саме на території нашого села відбулась жорстока битва між кочівниками і захисниками з м. Ромни, або навіть воїнами київського князя. «В самом с. Плавинище на выгоне группа из 24 курганов. Вскрыт один из средних курганов. В насыпи оказались позднейшие погребения на глубине 1\2 , 1\4 аршинов (вероятно християн)». (Журнал раскопок Н. Г. Бранденбурга 1888—1902 гг. Из — во 1908 г. Ст.155.
Шкода, що останній із цих курганів був розритий в 1970 р.. Його розгорнули перед побудованим в цьому році будинком культури. Бульдозером було розгорнуто цей курганний могильник і зрівняно з навколішньо поверхнею.
Учні знайшли остатки знамена (шовкові жовті кручені нитки), рисова чорна лента войлочна шапка, черепа і людські кістки, а одна бабуся знайшла золотий хрестик. Це засвідчує, що поховані тут були християни. Одночасно насипані 24 курганні могильники. З цього можна зробити висновок, що битва була жорстокою і загинуло багато людей. Після розпаду Київської Русі на окремі феодально — удільні князівства наш край опинився в складі Переяславської землі, яка вперше в 1187 р. названа Україною (в розумінні окраїни, що межує з степом).
В 1239 р. місто — фортеця Ромни було дуже зруйноване татарами і надовго занепало. Ослаблені татарською навалою роздроблені руські князівства потрапили під владу феодальної Литви. В 1362 року під Литвою опинилась і Переяславська земля з Роменщиною завоював князь Ольгерд. А після Люблінської унії 1569 року, коли Литва і Польща об"єдналися в одну державу — Річ Посполиту на цих землях разом з місцевими феодалами стали господарювати польські феодали. Більша частина переяславської землі з містами і селами потрапила під владу польських магнатів Вишневецьких. Тікаючи від гноблення лютого і жорстокого польського магната Яреми Вишневецького, жителі нашого краю переходили до Росії і околиці міста Ромни і саме місто обезлюдніли і тоді урядник Роменського острожка Сіножатський дав указ про створення нових поселень навколо Ромен.

### Заснування села
Про заснування села Плавинища та інших сіл Роменського р-ну в 1624—1626 рр.. Село Плавинище на той час було 10 дворів засноване «по велению урядника Роменського острожка Синожатского» (з доповідної урядника путивльського воєводства Онисима Циплакова російському царю Михайлу Федоровичу Романову) « Литовські люди поселились, завели буди і пасіки, і золу палять, і звірину б'ють, і рибу ловлять, і бджіл деруть і бортні дерева рубають і медового оброку не платять». Фонд 210 Білгородського стола. Столбец 20 листи 26-47 та 120—144. Як свідчать ці документи село Плавинище було засноване десь 1624—1626 роках. Універсал Мазепи засвідчує що Плавинище передано гетьманом роменському сотнику Якову Лук'янову в 1700 році, а в 1709 році гетьман Скоропадський переписав село Плавинище вдові Якова Лук'янова. " В селе Процовка 20, у селе Плавинища 6 дворов, владение бывшего Роменского сотника Якова Лук'янова на Ефимия Лук'янова дочь, по универсалу гетьмана Скоропадського, данному 1700 году мужу ея на уряд сотничества село Процовка (39 дворов по ревизии 1729 г.) и деревня Плавинище войск ни на какой уряд и до ратуше не подлежат, а за гетьмана Мазепы его универсалом перед нашествием шведским бывшему на тот час атаману городовому Роменскому Якову Лук'янову, по руине же шведской, когда стал оный атаман сотником Роменским тые же села ему подвержены не на уряд сотничества но на его персону".
« В 1709 году от гетьмана Скоропадського его универсалом, у подданское владение за его войсковые услуги и по тому универсалу за умертвлением его Лук'янова, жена его владела, а ныне сыны их Федор и Степан владеют.»
(Укр. архив. Выдан археологической комиссией Всеукраинской академии наук Том IV. Выдан в 1931 г.)
« Генеральное следствие Лубенского полку». В 1709 р. серпня дня гетьман Скоропадский підписав в Глухові універсал про передачу с. Процівка і с. Плавинище.
(Мы жеди гетьман заховуючи его пана Якова Лук"яновича сотника в особливом нашом распекте щире зигливее в воску запорожском за раньше услуги до которых и впредь заохочуючи яко же переречених села Процовку и Плавинища в подданское владение …4 в заживании от таможенных посполитых людей подданского послуженства и повинности, особливо дозорца (опроч козаков), якие при своей вольности мають заховаты бытии."
Так за універсалами гетьманів Мазепи і Скоропадського Плавинище опинилось під владою Роменського сотника Якова Лук'янова, а потім його нащадків. Величезні земельні володіння з лісами і пасовиськами стали власністю панів Лук'яновичів. Центральна усадьба знаходилась в лучках. Останню володарку пані Лук'яновичу вигнали із маєтку після Жовтня і вона жебракувала. В с. Плавинище крім панських, як сказано в універсалі посполитих, (6 дворів) жили ще й козаки, вільні від панської повинності. Найстаріша частина села, це правий підвищений берег річки, де й зупинили свій вибір перші жителі, адже річка була найзручнішим шляхом сполучення в лісистій і болотистій місцевості. Тут було побудовано водяний млин, (направо від церкви). Тут теперішні жителі відкопали цеглу з фундаменту в 50-х роках, яку використовували для будівництва.
За часів царювання Петра І заохочувалось виробництво тютюну, це давало прибутки для казни. Саме тоді збільшувались площі посівів цієї культури. А місто Ромни, де тютюн переробляли Петро І називав «тютюновим містом». Пристосовували своє господарство до зростаючого виробництва і пани — кріпосники. Так в Плавинищі на південь від церкви була тютюнова плантація, де кріпаки вирощували тютюн, а пани його продавали.
Поступово село розширялось, виникали нові вулиці. Під горою над проїзною дорогою оселялись люди, нею їздили жителі других сіл через Процівку в Ромни, і восени та навесні тут було багато грязі, звідси назва «Помірки»— поміряй грязь. Вулиця, яка ішла від річки, крайня від лугу називалась Репівка, тут жили переважно мешканці із прізвищем Репа. Згодом купив землю у Лук'яновичів пан Романовський і оселився в селі. Вулиця ця стала називається Панська.
В 1776 році в селі збудована Богословська церква, освячена весною на Івана Богослова, але пізніше престольний день (храм) перенесли на Івана Покрівного, бо цей день багатий (восени достигають овочі і фрукти) і приймати гостей можна краще.

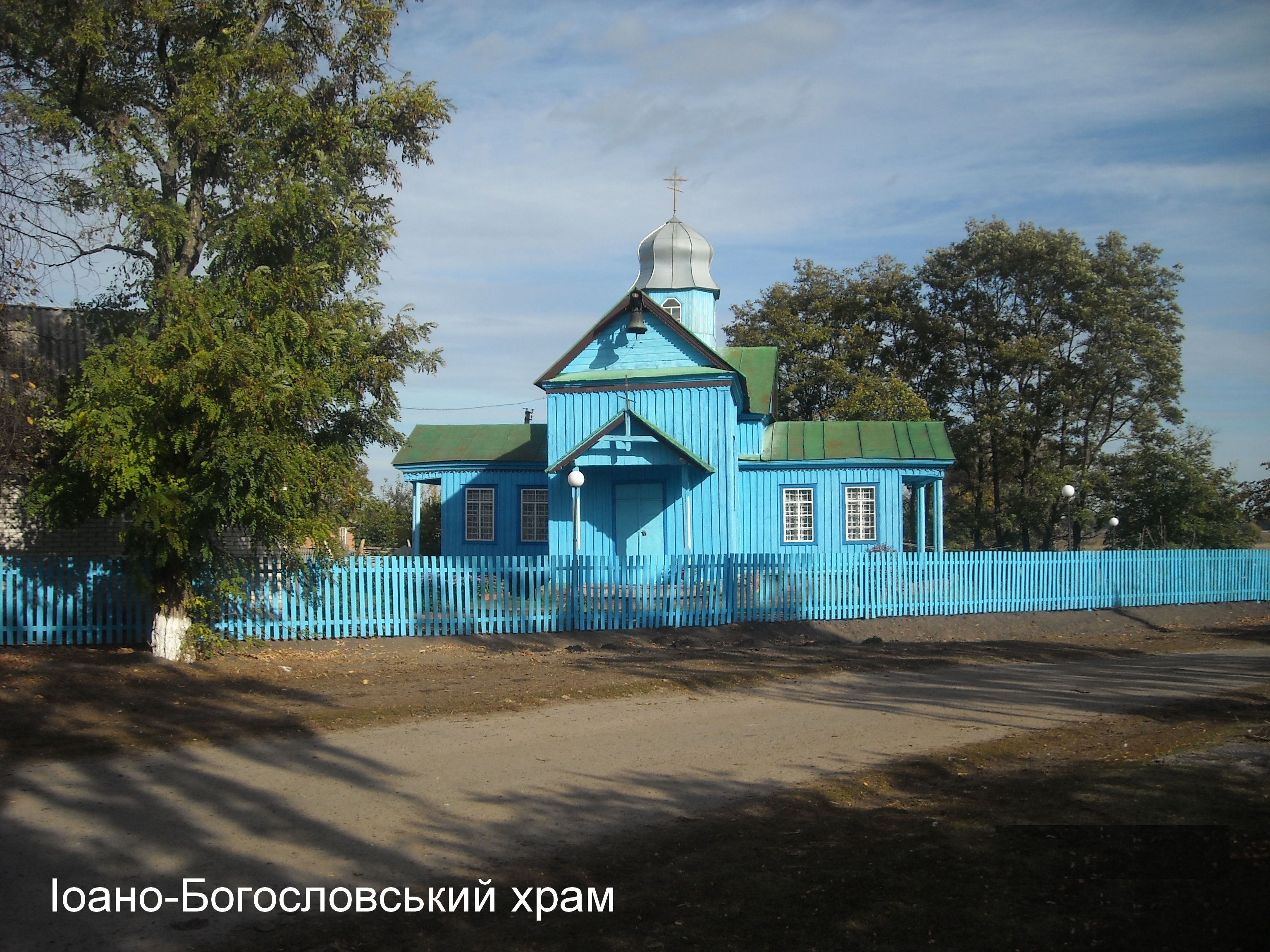
Іоанно Богословський храм

Дозвіл на будівництво церкви дістали лише після того, як багаті селяни виділили землю для оруги (земля) якою користувались священики. Це Таратуни, Яременки, Костенко, Петраш, Кириченко, Симоненко. (Із розповіді церковного старости Костенка Антона).
В книзі «Волости и важнейшие селения Роменщины. Выпуск І» записано: « При р. Суле дворов 86, жителів 450, 6 ветряних мельниц». Млини — вітряки жителі будували на курганних могильниках навколо яких розросталось село.
В 1861 році, коли було скасоване кріпосне право, панські селяни одержали землю. В село приїхав землемір, для допомоги йому виділили двох чоловіків які тягали цеп, щоб відміряти межу. Як розповідав Костенко Антон, його дідові землемір дав трохи землі за те що той дав йому півня і могорич.
Після скасування кріпосного права село втягується в капіталістичні відносини. Йде розшарування селян на багатих і бідних. Багаті це Замура Панас мав багато землі, Яків Іванович Яременко мав цегельню, де тепер гаражі.
Яременко Василь Іванович мав олійницю, де тепер швейна майстерня.

### Новітня історія

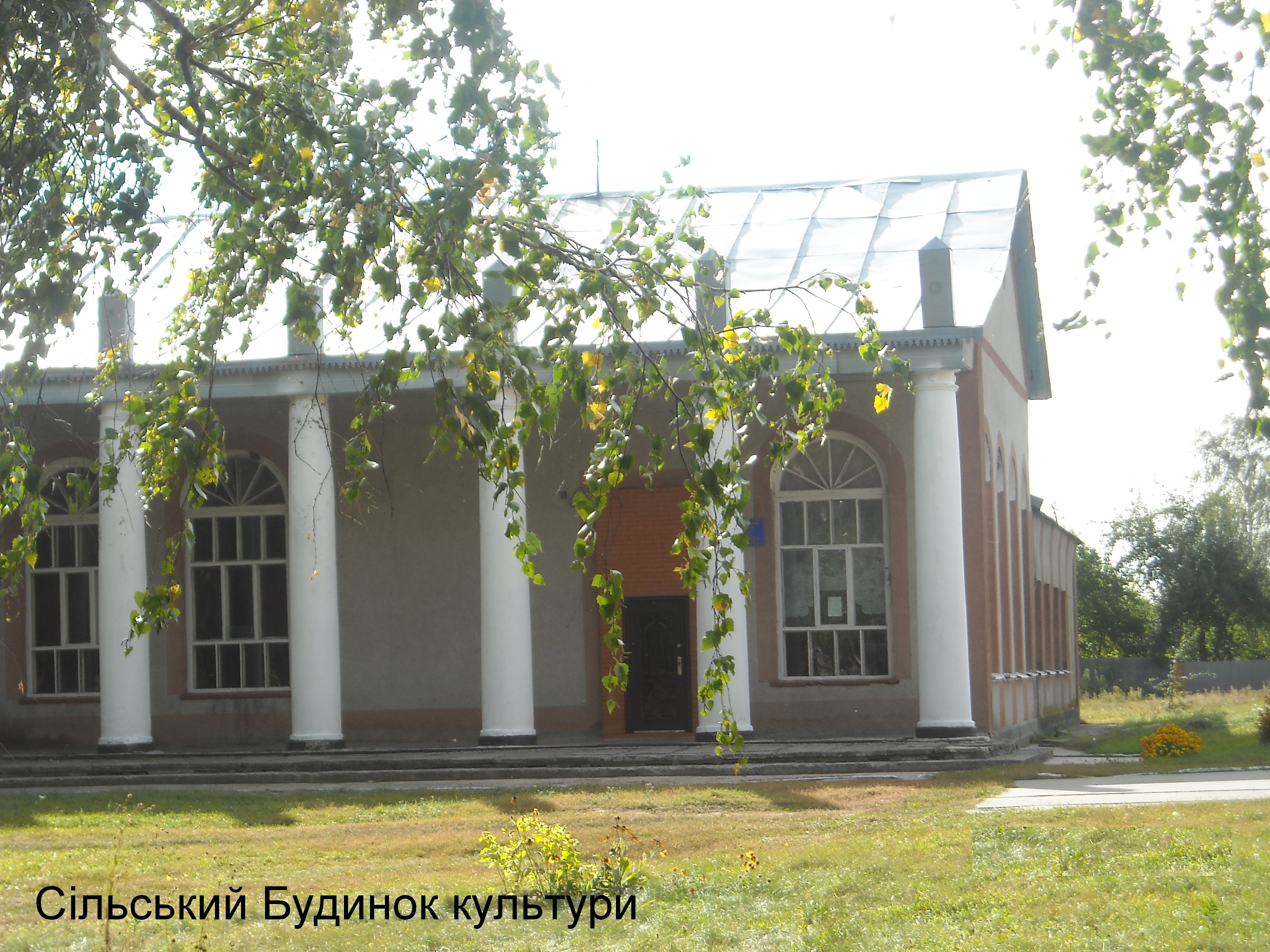

У 1907 році було збудовано в селі школу «Народне училище». Це була звичайна селянська хата. Стояла вона через дорогу від теперішньої школи. В ній була одна кімната — клас, де стояв довгий стіл, навколо нього на лавах — ослонах сиділи учні, переважно хлопці. Вчилися 2 роки. Вчив дітей один учитель. У 1913 р. земство побудувало нову школу, приміщення — сільської Ради (нині).
Після столипінської земельної реформи селяни дістали право брати свою землю на «отруб» тобто виділити її з селянської громади і розпоряджатися нею на свій розсуд (продати, подарувати або оселитися на ній). Багато жителів села переселились жити в яри, що на північний схід від Плавинища. Тут оселились Тара туни, Бурун, Репа (Комісари), Поляки, Соломка та інші. Яри перетворювались на обжиту місцевість, були викопані ставки (Бурмака, Тара тун) розорювались землі, висаджувались сади. Бурмака Прокіп побудував вітряний млин, Комісари — цегельню. Частина селян купила землі ці в Лук'яновичів. Це Коломієць, Бурмака. Перед війною цих жителів було переселено в село. Виникла нова вулиця Новоселівка (нині Комсомольська). Згадка про це залишилась в назвах урочищ (Коломійцеві, Симоненкові, Аркадіїшина балки, Бурмачене, Таратунове).
На захід від села жив Гайдамака, ближче до Курячого брідка. За Курячим брідком починались землі, що належали пану Геллеру. Тут була і панська садиба обсаджена деревами. До наших днів зберігся ставок, що був в середині панського саду. Будинок був розібраний перед війною, сад викорчували, а землю розорали. Геллер, використовуючи найману працю, вирощував овочі для продажу на ринку в Ромнах. Люди розповідають, що пан будував довгі кладки від своєї садиби через болото аж до передмістя Ромен. Люди ходили цими кладками в місто, але за це повинні були працювати один день на рік в панській садибі.
На початку січня 1918 року в селі розпочався перший період радянської окупації.8 січня 1918 р. у Ромни прибув комісар Центральної Ради для організації загону «вільного козацтва». Для нього з Києва прибуло 1200 гвинтівок і 2 кулемети. Плавинівські козаки дали згоду про вхід до «вільного козацтва», проте у збройному протистоянні були витіснені більшовиками.
У березні 1918 року село зайняли німецькі війська.На початку 1919 року німці були вигнані, але влітку цього ж року в село вступили денікінці. На початку грудня 1919 року розпочався тривалий період радянської окупації.
У 1920 р. в селі було створено комнезам (комітет незаможних селян) на чолі з Кириченком Микитою. Комнезам займався грабунком заможних селян.
У 1930 році, під час примусової колективізації було створено колгосп імені Паризької комуни. Головою його став Давиденко Никифор.
Село постраждало внаслідок геноциду українського народу, проведеного урядом СРСР в 1932—1933 та 1946—1947 роках.
У 1937 р. в селі відбувалися репресії та арешти. Було арештовано і ув'язнено майже 20 чоловіків. Їм пригадали «вільне козацтво» часів Центральної Ради. Були заарештовані Петраш Мусій, Яременко Сава, Яременко Іван Іванович, Литвиненко Євмен, Гайдук Яким, Кириченко Ярихтей, Кириченко Микита та інші. Додому ніхто з них не повернувся.
У вересні 1941 року в село увійшли німці. 15 вересня 1943 року село Плавинище було визволене від нацистів.142 чоловіки не повернулись з фронту.
Після війни колгосп було укрупнено: два колгоспи ім. Паризької Комуни і ім.. Кірова об'єднали в один — «Вперед до комунізму». Центральна садиба колгоспу знаходилась в с. Плавинищі.
У 1959 році село було електрифіковане.
4 жовтня 1970 року відбулось відкриття пам'ятника Володимиру Леніну. Пам'ятник загиблим односельцям  під час Другої світової війни було виготовлено в 1973 році і 10 червня цього року в центрі села відбулось його урочисте відкриття (скульптор Ельза Дзвигай, архітектор Ігор Масленков).
У 1975 році було відкрито нову школу. У 1982 році розпочинається будівництво цегельного заводу біля села Плавинище.Для працівників цього заводу в селі будуються житлові будинки — п'ятиповерховий панельний і два чотириповерхових цегельних. Збудовано дитячий садок, заасфальтовано дорогу, побудовано магазини.
З 1990 року почав ходити автобус «Базарна площа — Плавинище» через Плавинище до с. Сененкове.
12 червня 2020 року, відповідно до розпорядження Кабінету Міністрів України № 723-р «Про визначення адміністративних центрів та затвердження територій територіальних громад Сумської області», село увійшло до складу Роменської міської громади.

19 липня 2020 року, в результаті адміністративно-територіальної реформи та ліквідації Роменського району(1930—2020), увійшло до складу новоутвореного Роменського району.

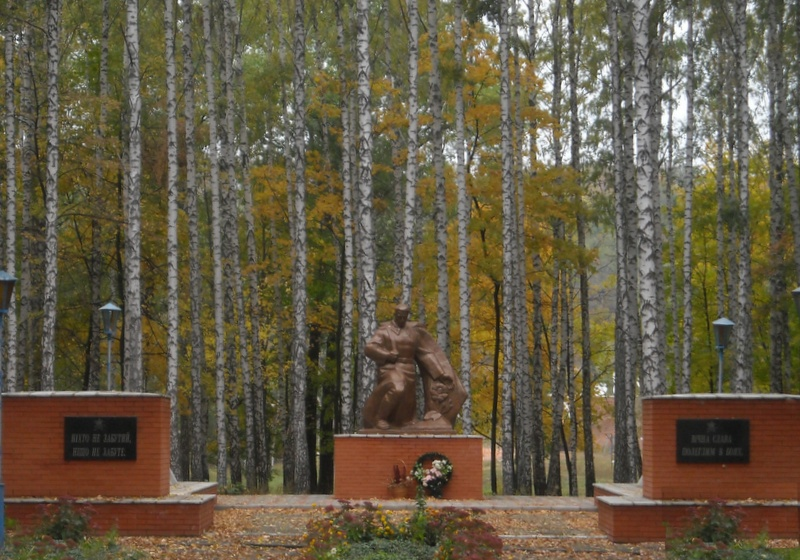
Меморіал загиблим односельчанам

## Політика

### Парламентські вибори, 2019
На позачергових парламентських виборах 2019 року у селі функціонувала окрема виборча дільниця № 590521, розташована у приміщенні будинку культури.
Результати
- зареєстровано 908 виборців, явка 52,75%, найбільше голосів віддано за «Слугу народу» — 57,47%, за Всеукраїнське об'єднання «Батьківщина» — 10,95%, за «Силу і честь» — 5,26%[4]. В одномандатному окрузі найбільше голосів отримав Максим Гузенко (Слуга народу) — 43,67%, за Анатолія Кобзаренка (самовисування) — 16,46%, за Ігоря Шкурата (самовисування) — 11,81%[5].

## Економіка
- Тепличне господарство.
- Завод «Слобожанська будівельна кераміка».
- ДП «Ромни-Інвест».

## Пам'ятки
За селом Плавинище, в одній з балок в 2020 році було знайдено аналог Кролевецької яблуні-колонії. Знахідка ще потребує детального вивчення.

## Відомі люди
- Власенко В'ячеслав Андрійович — український військовик, учасник російсько-української війни[7].
- Грицишин Євгеній Васильович — український військовик, учасник російсько-української війни[8][9].
- Недар Сергій Миколайович — український військовик, учасник російсько-української війни[10][11].
- Хроленко Євген Миколайович (1978—2015) — старший лейтенант міліції, учасник російсько-української війни[12].